# Vacances à Hawaï (court métrage, 2011)
Cet article concerne le court métrage de 2011. Pour le court métrage de 1937, voir Vacances à Hawaï (court métrage, 1937).
Pour les articles homonymes, voir Vacances à Hawaï.
Pour plus de détails, voir Fiche technique et Distribution.
Vacances à Hawaï ou Vacances hawaïennes au Québec (Hawaiian Vacation) est un court métrage des studios Pixar sorti en 2011 et réalisé par Gary Rydstrom. Il est basé sur l'univers et les personnages de Toy Story et l'histoire se déroule après Toy Story 3. Il a été projeté en salles avec le long métrage Cars 2,,.

## Synopsis
Quelques mois après les événements de Toy Story 3, ce sont les vacances d'hiver pour Bonnie, qui s'en va à Hawaï avec sa famille. Les jouets sont heureux d'avoir une semaine de détente, mais Barbie et Ken se révèlent caché dans le sac à dos de Bonnie, espérant rejoindre Hawaï. Mais Bonnie laisse son sac à dos dans sa chambre, à l'horreur et la déception de Ken quand il se rend compte qu'ils ne vont pas à Hawaï. Barbie révèle à Woody que Ken avait prévu leur premier baiser sur une plage au coucher du soleil (basé sur une brochure Voyage). Woody, Buzz, et le reste des jouets décident de recréer l'ambiance et les décors de l'île paradisiaque pour le couple. 
Après diverses aventures dans « Hawaï », Ken et Barbie s'en vont dans la neige pour leur premier baiser au lever du soleil, recréant la scène de la brochure. Cependant, avant de pouvoir atteindre le bord de la véranda, ils se retrouvent ensevelis sous la neige ; une scène post-crédits montre les autres jouets essayant de les libérer d'un bloc de glace.

## Fiche technique
- Titre original : Hawaiian Vacation
- Titre français : Vacances à Hawaï
- Titre québécois : Vacances hawaïennes
- Réalisation : Gary Rydstrom
- Scénario : Gary Rydstrom, Jason Katz et Erik Benson
- D'après une histoire originale de Erik Benson et Christian Roman
- Musique originale : Mark Mothersbaugh
- Montage : Axel Geddes
- Société de production : Pixar Animation Studios
- Pays :  États-Unis
- Langue : anglais
- Dates de sortie : 
  - Canada : 8 avril 2011 (Sprockets Toronto International Film Festival for Children)
  - USA : 22 mai 2011 (Seattle International Film Festival)
  - USA : 24 juin 2011
  - France : 27 juillet 2011

## Distribution

### Voix originales
- Tom Hanks : Woody
- Tim Allen : Buzz Lightyear
- Joan Cusack : Jessie
- Don Rickles : Mr. Potato Head
- Estelle Harris : Mrs. Potato Head
- Wallace Shawn : Rex
- John Ratzenberger : Hamm
- Blake Clark : Slinky Dog
- Jeff Pidgeon : Aliens
- Jodi Benson : Barbie
- Michael Keaton : Ken
- Emily Hahn : Bonnie
- Timothy Dalton : Mr. Pricklepants
- Jeff Garlin : Buttercup
- Kristen Schaal : Trixie
- Bonnie Hunt : Dolly
- Bud Luckey : Chuckles
- Charlie Bright : Peaty
- Amber Kroner : Peatrice
- Brianna Maiwand : Peanolope
- Javier Fernández-Peña : Spanish Buzz

### Voix françaises
- Jean-Philippe Puymartin : Woody
- Richard Darbois : Buzz l'éclair
- Barbara Tissier : Jessie
- Henri Guybet : Rex
- Frédérique Bel : Barbie
- Axel Kiener : Ken
- Patrick Préjean : Bayonne
- Philippe Ariotti : monsieur Patate
- Michèle Bardollet : madame Patate
- Jacques Balutin : Zigzag
- Nathalie Bienaimé : Trixie
- Jean-Pierre Michael : monsieur Labrosse
- Marc Séclin : les Aliens
- Clémence Cazeaux:  les Petits Pois
- Ambre Foubert : Bonnie
- Rafaele Moutier : la maman de Bonnie
- Serge Biavan : Rictus
- Régis Lang  : Bouton D'or

### Voix québécoises[4]
- Alain Zouvi : Woody
- Daniel Picard : Buzz Lightyear
- Violette Chauveau : Jessie
- Benoît Rousseau : Hamm
- Mariloup Wolfe : Barbie
- Maxime Allard : Ken
- François Sasseville : Rex / Rexing ball
- Carl Béchard : Slinky
- Mireille Thibault : Madame Patate
- Louis-Georges Girard : Monsieur Patate
- Catherine Préfontaine : Bonnie
- Antoine Durand : Bouton d'or
- Catherine Trudeau : Trixie
- Marie-Andrée Corneille : Dolly
- Martin Watier : capitaine Zip / Extraterrestres
- Sylvain Hétu : Labrosse
- Vincent Davy : Rictus
- Lou Axelrad : Les petits pois
- Aline Pinsonneault : Mère de Bonnie